# Pazifische Sardine

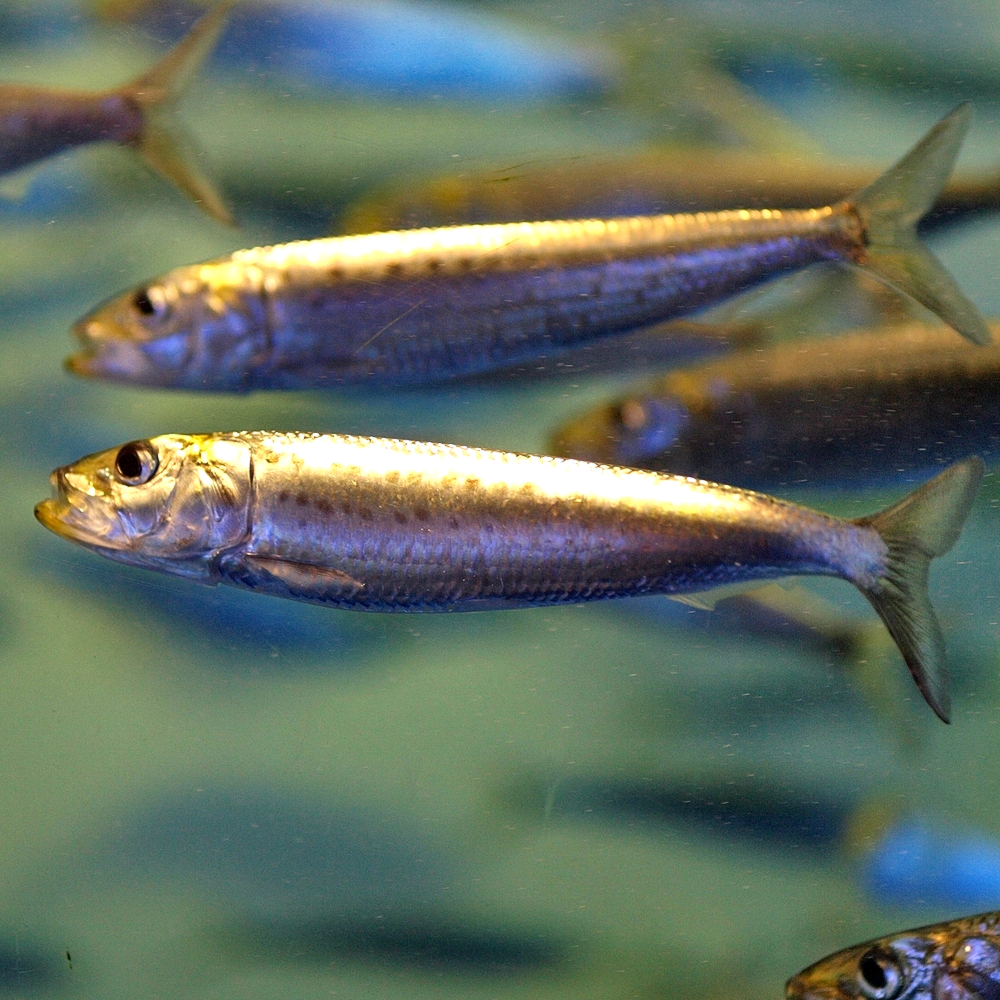
Sardinops sagax melanosticus

Die Pazifische Sardine (Sardinops sagax) ist ein heringsartiger Schwarmfisch des tropischen und subtropischen Pazifiks. Die Rote Liste gefährdeter Arten stuft ihn als „nicht bedroht“ ein. Früher wurden die Unterarten als eigene Arten in die Gattung Sardinops eingeordnet, heute ist Sardinops sagax die einzige Art der damit monotypischen Gattung. In der kommerziellen Fischerei nimmt die Pazifische Sardine eine bedeutende Stellung ein.

## Beschreibung
Die Pazifische Sardine hat einen spindelförmigen Körper und einen verhältnismäßig großen Kopf mit großen Augen. Für gewöhnlich erreicht sie eine Körpergröße von etwa 20 Zentimetern Standardlänge. Die Augen haben sogenannte Fettlider. Entlang der silbrigen Flanken befindet sich eine Reihe von kleinen, dunklen Flecken. Der Rücken zeigt eine blaugrünliche Färbung. Alle Flossen bestehen ausschließlich aus Weichstrahlen. Die Rückenflosse beinhaltet 13 bis 21 Strahlen, die Afterflosse 12 bis 23. Die Schwanzflosse ist gespalten.

## Verbreitung, Lebensraum und Biologie
Das Verbreitungsgebiet der Pazifischen Sardine erstreckt sich von der Westküste des Amerikanischen Doppelkontinents über den Pazifik, den Malaiischen Archipel und den indopazifischen Raum weiter  bis an die Küsten Afrikas, dort auch bis zur Atlantikküste.
Der Bestand teilt sich in fünf verschiedene Unterarten auf, Sardinops sagax sagax in den Gewässern um Chile, Sardinops sagax caeruleus in Kalifornien, Sardinops sagax melanosticus in Japan, Sardinops sagax neopilchardus in Australien und Sardinops sagax ocellatus um Afrika. Die Kalifornischen Populationen unternehmen im Frühsommer Wanderungen nach Norden und kehren im Herbst zurück.
Die Pazifische Sardine lebt in großen Schwärmen pelagisch in Küstennähe. Gelegentlich werden gemeinsame Schwärme mit der Japanischen Makrele gebildet. Larven und Eier sind ebenfalls pelagisch. Jungtiere ernähren sich von Zooplankton, ausgewachsene Exemplare hauptsächlich von Phytoplankton.